# Sound of Madness
«Sound of Madness» es el tercer sencillo de la banda de rock estadounidense Shinedown de su álbum The Sound of Madness (2008) lanzado el 31 de agosto de 2009 y también es la pista del título del álbum, a pesar de la exclusión de la palabra "the" en el título de la canción. La canción fue elegida para ser la canción principal después de algunas pruebas en la carretera en una corta serie de fechas. Fue lanzado el 23 de febrero de 2009 en Europa.
La canción alcanzó el puesto número 1 en la lista Mainstream Rock Tracks, lo que la convierte en su tercer sencillo consecutivo en alcanzar el primer lugar en la lista. Esto convirtió a Shinedown en la única banda en que sus primeros 10 sencillos llegaron a los cinco primeros en la lista de Mainstream Rock. También alcanzó el número 5 en la lista de Modern Rock Tracks, lo que lo convierte en el cuarto éxito entre los diez primeros y el tercer éxito entre los cinco primeros de la banda.

## Lista de canciones
| UK CD single |                                                      |          |  |
| N.º          | Título                                               | Duración |  |
| 1.           | «Sound of Madness» (Versión álbum)                   | 3:53     |  |
| 2.           | «Call Me» (Warner Germany acoustic session)          | 6:15     |  |
| 3.           | «Sound of Madness» (Warner Germany acoustic session) | 4:13     |  |

## Posicionamiento en lista
| Lista (2009)                                  | Mejor posición |
| --------------------------------------------- | -------------- |
| Canadá (Canada Rock)                          | 13             |
| Estados Unidos (Billboard Hot 100)            | 85             |
| Estados Unidos (Alternative Airplay)          | 5              |
| Estados Unidos (Hot Rock & Alternative Songs) | 2              |
| Estados Unidos (Mainstream Rock)              | 1              |